# Pleurothallis penicillata
Pleurothallis penicillata är en orkidéart som beskrevs av Carlyle August Luer. Pleurothallis penicillata ingår i släktet Pleurothallis och familjen orkidéer. Inga underarter finns listade i Catalogue of Life.